# 城門隧道公路
城門隧道公路（英語：Shing Mun Tunnels Road）是一條西接城門隧道及東接大埔公路沙田段的道路，屬於香港9號幹線的一部份，部分路段位於高架道路，西行的一段部份有3線行車。
自青沙公路通車後，由於大埔公路沙田段近沙田市中心為連接城門隧道公路及青沙公路往大圍及九龍的交界處，形成“樽頸”地帶，當局已提醒駕駛人士必須預早選定行車線，但擠塞仍舊黑點，早晚繁忙時段車龍延至沙田馬場外。

## 出口
| 城門隧道公路         | 城門隧道公路 | 城門隧道公路         |
| -------------------- | ------------ | -------------------- |
| A 行車方向（順時針） | 出口編號     | B 行車方向（逆時針） |
| 連接城門隧道         |              |                      |
| 城門隧道公路終點     |              | 城門隧道公路起點     |
| 不適用               | 1            | 大圍、青沙公路       |
| 城門隧道公路起點     |              | 城門隧道公路終點     |
| 連接大埔公路沙田段   |              |                      |

| 论 编 | 香港9號幹線 |  |
| |             |  |
| 城門隧道 – 象鼻山路 – 青山公路－荃灣段 – 屯門公路 – 藍地交匯處 – 元朗公路 – 青朗公路 – 新田公路 – 粉嶺公路 – 吐露港公路 – 大埔公路－沙田段 – 城門隧道公路 – 城門隧道 |             |  |
| |             |  |